# Medardo Guido Acevedo
Medardo Guido Acevedo (* 8. Juni 1912 in Liberia, Provinz Guanacaste, Costa Rica; † 7. Mai 2007 in Liberia, Provinz Guanacaste, Costa Rica) war ein costa-ricanischer Songwriter, Dichter, Komponist, Musikpädagoge und Volkskundler. Er spielte Marimba, Gitarre, Orgel, Klavier und Posaune. 1995 erhielt er den Nationalpreis für costa-ricanische Populärkultur.

## Leben
Die Eltern Medardo Guido Acevedos waren der Schneider Jose Guido Guido, ein versierter Gitarrist und Flötist, und Rosa Acevedo Rodríguez. In Liberia geboren, ging er in Liberia und Bagaces abwechselnd zur Schule und erhielt als Jahrgangsbester in Liberia eines von 15 Stipendien. Dieses ermöglichte ihm den Besuch des Liceo Ricardo Jiménez Oreamuno. Danach studierte er an der Escuela Salesiana de Artes y Oficios de Cartago [Salesianische Schule für Kunst und Kunsthandwerk] am Colegio Salesiano Instrumentalmusik, Kirchenmusik und Orchestermusik. Seine Lehrer waren Marcial Azofeifa und Tobías Sanabria Castro. 1931 wurde er graduiert. Er erhielt ein Diplom mit dem Schwerpunkt Musik und Kirchengesang. Darauf wurde er Musiklehrer und Kapellmeister, der einzige in Guanacaste. Neun Jahre lang war er Direktor, Schriftführer und Archivar der Banda Municipal de Sagaces, der heutigen Banda Nacional de Guanacaste, Er war Musiklehrer, Schulleiter, Assessor, Inspektor und Schulaufsichtsbeamter der Dirección Regional de Enseñanza de Liberia [Regionale Bildungsdirektion Liberia]. Zuvor hatte er eine Ausbildung als Schuhmacher absolviert und ein zweijähriges Noviziat abgelegt. Den Entschluss Priester zu werden ließ er aber mangels Berufung fallen. Das erste Mal machte Acevedo 1946 durch ein Konzert im Nationaltheater von Costa Rica in San Jose ein breiteres Publikum auf sich aufmerksam. Dies gilt als Beginn seiner künstlerischen Karriere. Es folgten 1947 Rundfunksendungen in La voz de la Victor einem internationalen costa-ricanischen Rundfunksenders mit den Los Taolingas und El "Concho" Vindas. In den Bürgerkriegswirren ab 1948 wurde er als Direktor der Schule in Sagaces zum Militärdienst herangezogen und leitete als Inspektor eine Truppe von 85 Soldaten. Unter der Regierung León Cortés Castro, deren politischer Gegner er war, wurde er wegen mangelnder Kompetenz aus dem Dienst entlassen und unter der Regierung Teodoro Picado Michalski wieder einberufen. Erst 1950 beendete er ein Pädagogikstudium, obwohl er schon seit 1934 als Kehrer gearbeitet hatte. 1951 präsentierte er einen Folklorechor im Parque Central von San Jose. 1953 wurde ihm von Rotary International die Medaille del Buen Servidor [des guten Dieners] verliehen. Im selben Jahr erhielt er den Titel Educador Distinguido de Costa Rica [Ausgezeichneter Erzieher Costa Ricas] verliehen. 1956 folgte ein Folklorekonzert im Teatro de Nicoya Guanacaste. 1962 wurde ein Konzert im Teatro Raventós im Fernsehen übertragen. In diesem Jahr führte ihn seine einzige Auslandsreise nach Nicaragua. Hier gab er mehrere Konzerte unter anderem im Teatro González in Granada, im Nationalstadion von Managua und in Rivas. 1972 folgte ein weiterer Fernsehauftritt. Es folgten in den 1970er Jahren weitere Auftritte in verschiedenen Städten Nicaraguas. Er arbeitete 42 Jahre beim Ministerio de Educación Pública [Ministerium für öffentliche Erziehung] und unterrichtete fünfzehn Jahre auf der Privatschule El Pelón de la Bajura. 1976 ging er in den Ruhestand. unterstützte aber weiterhin die Escuela de Artes Musicales en Fortuna de Sagaces. Bis kurz vor seinem Tod im Enrique Baltodano Hospital in Liberia lebte er in Bagaces.

## Werke (Auswahl)

### Lieder
- A la Distancia, 1933[5]
- Barroso en Pelo, Text:  Ramiro Aráuz Aguilar (1919–2010)
- Bagaceñista, Text: Medardo Guido Acevedo, Musik:  Medardo Guido Acevedo und José Ortiz[Digitalisat 1]
- Camino a Bagaces
- Cantares de la Pampa[4]
- Canto a Cañas[Digitalisat 2]
- Despedida. Text und Musik: Medardo Guido Acevedo[Digitalisat 3]
- Espiritu Guanacasteco.[Digitalisat 4] Lied für Gesang und Klavier, 1938
- Junto al tempisque, Text und Musik: Medardo Guido Acevedo[Digitalisat 5]
- La Rosenda Ríos
- La Tapisca
- Los Amanezqueros
- Liberianita
- Mi Liberia
- Soy como Soy
- Tristeza Llanera
- Vientitos Liberianos

### Weitere Liedtexte
- Alma y cielo míos, 1945 vertont als Bolero von  Ángel Tobías Sanabria Castro[6]
- Bienvenido y el barroso[Digitalisat 6]

## Gedenken
Die Gemeinde Bagaces ließ am 16. Oktober 2020 eine Skulptur Acevedos im nach ihm benannten Parque Medardo Guido Acevedo der Gemeinde errichten. Sie zeigt ihn bei seiner täglichen Gewohnheit im Park sitzend und singend mit seiner Gitarre. Des Weiteren wurde in Bagaces die Escuela Medardo Guido Acevedo nach ihm benannt. Am 13. Februar 1996 wurde ihm zum Erhalt des Titels Hijo Ilustre de Guanacaste [Berühmter Sohn Guanacastes] im Parque Mario Cañas in Liberia eine Gedenktafel mit der Inschrift Prof. Medardo Guido Acevedo. Hijo Ilustre de Guanacaste: Fajina del alma, perenne y abierta para sembrar en el grito cantares eternos, jineteados por las voces de nuestra tierra angebracht.

## Digitalisate
1. ↑  Bagaceñista als Digitalisat der S. 69 in Jorge Luis Acevedo: Antologia de la musica guanacasteca in der Biblioteca Digital des Sistema Nacional de Bibliotecas Costa Rica
2. ↑  Canto a Cañas als Digitalisat der S. 77 in Jorge Luis Acevedo: Antologia de la musica guanacasteca in der Biblioteca Digital des Sistema Nacional de Bibliotecas Costa Rica
3. ↑  Despedida als Digitalisat der S. 67 in Jorge Luis Acevedo: Antologia de la musica guanacasteca in der Biblioteca Digital des Sistema Nacional de Bibliotecas Costa Rica
4. ↑  Espiritu Guanacasteco als Digitalisat der S. 74 in Jorge Luis Acevedo: Antologia de la musica guanacasteca in der Biblioteca Digital des Sistema Nacional de Bibliotecas Costa Rica
5. ↑  Junto al tempisque als Digitalisat der S. 72 in Jorge Luis Acevedo: Antologia de la musica guanacasteca in der Biblioteca Digital des Sistema Nacional de Bibliotecas Costa Rica
6. ↑  Bienvenido y el barroso als Digitalisat der S. 80 in Jorge Luis Acevedo: Antologia de la musica guanacasteca in der Biblioteca Digital des Sistema Nacional de Bibliotecas Costa Rica